# MASAYAH
MASAYAH（まさや、1983年7月3日 - ）は、シンガーソングライター、ボイストレーナー、ボーカルスクール経営者である。YouTubeなどで活動。

## 来歴
明治大学経営学部国際経営学科卒。大学時代に留学を決意し単身ニューヨークへ向かう。のちにロサンゼルスへと拠点を移す。約7年間アメリカで生活をする。
ニューヨークとロサンゼルスでボイストレーニングを受けながら制作やライブ活動をおこなう。帰国後、ボイストレーナーとしての活動を開始し、新宿にLANY VOCAL SCHOOL TOKYO (ラニーボーカルスクール東京) をオープンする。
2014年に日テレで放送された「歌唱王」に出場。全国約13000人の中から勝ち抜き、ファイナリストとなり話題になる。その後、日テレの番組「キャラオケ18番」に『洋楽歌唱法のスペシャリスト』として幾度にわたり出演。2015年には、TBS「Sing!Sing!Sing!」他薦部門にて推薦され出演。審査員らに高い評価を受けた。日テレ「歌唱王2015」にも出場し、約25000通のエントリーから20人に選ばれ、本戦出場。2018年日テレ「東京暇人」ではお笑い芸人に洋楽を教えるという企画で番組内でレッスンを行う。またDMM英会話にて英語の発声プログラムのセミナー講師に選ばれる。2019年映画『エンジェルサイン』主題歌「Chasing A Butterfly feat. Nao Matsushita」などのDEAN FUJIOKAによるEPの制作にも関わっている。
2019年8月からYouTubeで「洋楽ボイストレーナーMASAYAH」として動画投稿を開始する。
2020年7月31日からオンラインボーカルスクール「SINGERS COLLEGE」を開校。

## メディア出演
日本テレビ
- 歌唱王（2014年）- ファイナリスト[2]
- キャラオケ18番 (2015年) - 『洋楽歌唱法のスペシャリスト』として３回出演（高橋真麻、ざわちん、林家たい平に指導）[3]
- 歌唱王（2015年）- 本戦出場
- 東京暇人（2018年）- ドランクドラゴン塚地武雅にサムスミスの『STAY WITH ME』を指導[4]

TBS
- Sing!Sing!Sing!（2015年）- 他薦出場[5]

## 作品
- Chasing A Butterfly feat. Nao Matsushita - DEAN FUJIOKA[6]